# Championnats du monde de judo 1986
Les Championnats du monde féminins de judo 1986 se tiennent à Maastricht aux Pays-Bas. 

## Résultats

### Femmes
| Catégories        | Or               | Argent             | Bronze                          |
| ----------------- | ---------------- | ------------------ | ------------------------------- |
| - 48 kg           | Karen Briggs     | Fukimo Esaki       | Fabienne Boffin Zhong Yum Li    |
| - 52 kg           | Dominique Brun   | Kaori Yamaguchi    | Kyoung-Sook Ok Sharon Rendle    |
| - 56 kg           | Ann Hughes       | Maria Gontowicz    | Chita Gross Béatrice Rodriguez  |
| - 61 kg           | Diane Bell       | Céline Géraud      | Ryoko Fujimoto Donna Guy        |
| - 66 kg           | Brigitte Deydier | Elisabeth Karlsson | Alexandra Schreiber Anita Staps |
| - 72 kg           | Irene de Kok     | Ingrid Berghmans   | Barbara Classen Aixiang Liu     |
| + 72 kg           | Fenglian Gao     | Marjolein Van Unen | Isabelle Paque Nilmari Santini  |
| Toutes catégories | Ingrid Berghmans | Jinlin Li          | Karin Kutz Laetitia Meignan     |

## Tableau des médailles
| Rang | Nation               | Or | Argent | Bronze | Total |
| ---- | -------------------- | -- | ------ | ------ | ----- |
| 1    | Royaume-Uni          | 3  | 0      | 1      | 4     |
| 2    | France               | 2  | 1      | 4      | 7     |
| 3    | Chine                | 1  | 1      | 2      | 4     |
| 4    | Pays-Bas             | 1  | 1      | 2      | 4     |
| 5    | Belgique             | 1  | 1      | 0      | 2     |
| 6    | Japon                | 0  | 2      | 1      | 3     |
| 7    | Pologne              | 0  | 1      | 0      | 1     |
| -    | Suède                | 0  | 1      | 0      | 1     |
| 9    | Allemagne de l'Ouest | 0  | 0      | 3      | 3     |
| 9    | Corée du Sud         | 0  | 0      | 1      | 1     |
| 10   | Nouvelle-Zélande     | 0  | 0      | 1      | 1     |
| 11   | Porto Rico           | 0  | 0      | 1      | 1     |

## Source
- (en) Judoinside.com